# Бубонець (заказник)
Бубоне́ць — ботанічний заказник місцевого значення в Україні. Розташований у межах Рогатинської міської громади Івано-Франківського району Івано-Франківської області, на схід від села Загір'я.
Площа 25 га. Статус надано згідно з рішенням обласної ради від 28.12.1999 року № 237–11/99. Перебуває у віданні Княгиницької сільської ради.
Статус надано з метою збереження ділянки з рідкісними степовими угрупованнями. Зростають: ковила волосиста, сон чорніючий, ковила пірчаста, офрис комахоносний, змієголовник австрійський — види, занесені до Червоної книги України.